# Kosowo (powiat gostyński)
Kosowo – wieś w Polsce położona w województwie wielkopolskim, w powiecie gostyńskim, w gminie Gostyń.
Według danych z 2010 r. wieś zamieszkiwały 463 osoby. W skład sołectwa Kosowo wchodzi folwark Płaczkowo i osada Klony.

## Zabytki i atrakcje
W Kosowie znajduje się kompleks parkowy, w którym mieści się pałac, w którym to znajdowała się filia Szkoły Rolniczej w Grabonogu. Park w Kosowie o powierzchni 7,85 ha, krajobrazowy, o charakterze dworskim, założony w 1 połowie XIX wieku, z różnorodnym półtorawiecznym drzewostanem. W parku rosną okazałe egzemplarze o wymiarach pomnikowych lipy drobnolistnej i dębu szypułkowego o obwodach do 430 cm, dwa okazałe egzemplarze platanu klonolistnego o obwodach do 400 cm, klony do 340 cm oraz sosny czarne o obwodach do 290 cm, a także sosny wejmutki i żywotniki zachodnie oraz egzemplarz wiśni japońskiej. Ponadto znajdują się tam dwa egzemplarze katalpy zwyczajnej, dąb kolumnowy i daglezje. Na wprost głównej bramy parku jest aleja grabowa prowadząca do lasu i głębokiego na 30 m wąwozu.

## Historia wsi
Wieś wzmiankowana po raz pierwszy w źródłach w 1258 r. W tym czasie była własnością benedyktynów lubińskich. Stan ten potwierdza dokument z 1294 r. Wsią klasztorną Kosowo było przez następne kilka stuleci, choć jej część mogła znajdować się w rękach osób prywatnych, gdyż w źródłach mowa o dwóch sołectwach. Wieś duchowna, własność opata benedyktynów w Lubiniu pod koniec XVI wieku leżała w powiecie kościańskim województwa poznańskiego.
W 1711 r. mieszkało tutaj 11 poddanych. Po konfiskacie dóbr przez Prusaków w 1797 r., pewien czas wieś znajdowała się w rękach Karola Fryderyka Krackwitza. W następnym roku została zakupiona, wraz z Siemowem, przez Andrzeja Potworowskiego.
W 1819 r. było tu 21 domów i 210 osób. Uwłaszczenie chłopów nastąpiło w 1837 r.
W okresie Wielkiego Księstwa Poznańskiego (1815-1848) miejscowość należała do wsi większych w ówczesnym pruskim powiecie Kröben (krobskim) w rejencji poznańskiej. Kosowo należało do okręgu gostyńskiego tego powiatu i stanowiło część majątku Gola, którego właścicielem był wówczas (1846) Gustaw Potworowski. Według spisu urzędowego z 1837 r. wieś liczyła 247 mieszkańców, którzy zamieszkiwali 28 dymów (domostw).
W połowie XIX stulecia właścicielem był tu Ksawery Potworowski. Następnie, w latach 1847–1862, pozostawała w rękach Gustawa Potworowskiego i jego żony Klementyny z Chłapowskich.
W latach 1862–1892 Kosowo należało do Bronisława Potworowskiego i żony Heleny z Kościelskich. Dla nich w  1866 r. wzniesiony został okazały pałac. Zaprojektował go architekt Stanisław Hebanowski. Pałac gruntownie przebudowano w 1938 r. Od 1892 r. majątek był w rękach najstarszego syna Potworowskich, Gustawa. W 1931 r., po jego śmierci, Kosowo przeszło we władanie jego siostrzenicy Heleny Kazimiery Marii Bnińskiej, po zamążpójściu Twardowskiej. Z kolei po jej śmierci gospodarzył tu jej syn, Karol.
W 1881 r. powierzchnia dóbr rycerskich Kosowa wynosiła 510,5 ha, w tym 288 ha pól, 41,6 ha łąk, 0,9 ha pastwisk i 161 ha lasów. Na terenie majątku działała cegielnia. W 1883 r. na obszarze dominium wraz z folwarkiem Płaczkowo odnotowano 11 domów i 183 mieszkańców. Na początku XX stulecia gospodarstwo specjalizowało się w hodowli bydła rasy oldenburskiej i trzody chlewnej. Działała tu też mleczarnia, a od 1939 r. także gorzelnia. W 1913 r. odnotowano tu 51 koni, 228 krów i 162 świnie.
W latach 1975–1998 miejscowość należała administracyjnie do województwa leszczyńskiego.

## Znane osoby urodzone w Kosowie
- Stanisław Helsztyński (1891-1986) – anglista, historyk literatury, pisarz, syn Tomasza Skorupki
- Tomasz Skorupka (1862–1935) – autor pamiętników pt. Kto przy Obrze temu dobrze.
- Adolf Rafał Bniński herbu Łodzia, urodzony 21 sierpnia 1884 r. w Kosowie, zamordowany przez Niemców w lipcu 1942 r. Wojewoda Poznański w latach 1923-1928. Senator IV Kadencji w latach 1935-1938. Decyzją prezydenta Lecha Wałęsy, 29 listopada 1995 r. został udekorowany pośmiertnie Orderem Orła Białego.